# Універсам

Універсам у смт Мар'янівка, Волинська обл. Горохівський р-н.

Універса́м — скорочення від «універсальний магазин самообслуговування» — термін радянської епохи (СРСР). Крамниця самообслуговування, у прейскуранті якої знаходиться широкий вибір товарів різних категорій, проте більша частина асортименту відведена на продовольчі товари. На відміну від звичайної крамниці, в універсамі більшість товарів розташована на вітринах у відкритому доступі. Покупець сам вибирає, що йому потрібне, і розплачується на касі при виході з крамниці. Принцип універсаму діє сьогодні в інших типах сучасних крамниць, це — «супермаркет» і «гіпермаркет» — відрізняються від універсаму зазвичай набагато більшими розмірами торгових площ і асортиментом товарів.